# Marianne Seine
Marianne Desirée Seine (Apeldoorn, 3 oktober 1960 – Bussum, 12 maart 2024) was een Nederlands toneelacteur en toneelregisseur.
Ze kreeg haar opleiding aan de "Academie voor Expressie door Woord en Gebaar" te Kampen (voorloper van de ArtEZ Art & Design Zwolle, 1979-1984) en "School of Mime" in Londen. Alhoewel klassiek opgeleid, werd dat niet haar werkterrein. Ze was betrokken bij kindertheater Lijn Negen, Trottoir (<1990) en Dogtroep (1990-1996), waar ze ook wel toneelregisseur was en The Lunatics. In 1990 zette samen met anderen waaronder toekomstig echtgenoot Arjen Anker Theatergezelschap Vis à Vis (spektakeltheatergroep) op. Ze was als zodanig betrokken bij de uitvoering(-en) van Topolino (1990) met dertien acteurs en vijf autootjes over autocultuur en survivalcomedy Central Park (1996, kantoorbedienden raken geïsoleerd op dak van kantoorgebouw) met hijskranen van de Nederlandsche Dok en Scheepsbouw Maatschappij (NDSM) als decorstukken. Veel van de uitvoeringen van werken vonden plaats op het Almeerderstrand alwaar het gezelschap de ruimte had en beheerde. 
De laatste voorstellingen waar ze als regisseur aan meewerkte waren Schoonschip tijdens Floriade 2022 en Poppy (241 acteurs).  
Haar laatste werkzaamheden waren nieuwe voorbereidingen voor Silo 8 uit 2010 over bejaardenzorg in een niet-functionele maatschappij en het opstellen van een driejarig beleidsplan voor genoemd gezelschap. Ze overleed plotseling in haar slaap op 63-jarige leeftijd.